# Anna-Greta Rooth
Anna-Greta Rooth, född 8 februari 1901 i Nikolai församling, Stockholm, död 28 juli 1993 i Sundbyberg, Stockholms län, folkbokförd i Uppsala domkyrkoförsamling, Uppsala, var en svensk tonsättare. 

## Verk
- 4 sånger till dikter av Gabriela Mistral, (1947) sång och piano
- All den stjärnsådd, sång och piano (text: Harry Martinson)
- Blåklocka och klöver, sång och piano (text: Lars Fredin)
- Det brinner en eld, sång och piano (text: Gunnar Ekelöf)
- Eldflugan, sång och piano (text: Li Po)
- En vårsång, sång och piano
- Fem små pianostycken komponerade i Nås, Dalarna på 40-talet
- Fyra kinesiska sånger, sång och piano
- Jorden är blott du och jag …,  sång och piano (text: Pär Lagerkvist)
- Kinesiska sånger, sång och piano
- Kolvaktaren, visa (text: Dan Andersson)
- Kvinnan och sommaren,  sång och piano (text: Harry Martinson)
- Lyssna, (1944) sång och piano (text: Harry Martinson)
- Sizzi, visa (text: Dan Andersson)
- Snö på floden, sång och piano
- Två kinesiska sånger, sång och piano (text: Erik Blomberg)
- Var inte rädd för mörkret, (1958) sång och piano (text: Erik Blomberg)
- Överge mig aldrig, (1946) sång och piano (text: Anna Greta Wide)